# Рус (Марамуреш)
Рус (рум. Rus) насеље је у Румунији у округу Марамуреш у општини Думбравица. Oпштина се налази на надморској висини од 213 m.

## Становништво
Према подацима из 2002. године у насељу је живело 692 становника, од којих су сви румунске националности.